# Кукуру е Јанас (Нуоро)
Кукуру е Јанас је насеље у Италији у округу Нуоро, региону Сардинија.
Према процени из 2011. у насељу је живело 289 становника. Насеље се налази на надморској висини од 23 м.